# Мозес, Чайна
Чайна Мозес (англ. China Moses; род. 9 января 1978) — американская певица и телеведущая.

## Биография
Чайна Мозес, дочь певицы Ди Ди Бриджуотер и режиссёра Гильберта Мозеса, живёт в мире музыки и театра с раннего детства. В 16 лет записала свой первый сингл «Time» (1996), на который Жан-Батист Мондино снял клип. Популярность певицы стала расти с выходом песен «China» (1997), «On Tourne en Rond» (2000) и «Good Lovin’» (2004), после которых она стала образцом для подражания среди французских исполнителей в жанре ритм-н-блюз(R&B). Свои альбомы она выпускала в сотрудничестве со шведской продюсерской компанией Breaking Bread и со знаменитостями, такими как DJ Mehdi, Diam’s, Каррием Риггинс, Guru, Энтони Маршал и звукооператор Боб Пауэр.
Стремясь поделиться своей любовью к музыке, Чайна вела передачи на французских музыкальных каналах: MCM (1999—2001), MTV France (2004—2011). В 2011 году она присоединилась к коллективу 8-го сезона информационной программы «Grand Journal» ("Большой журнал ") на французском канале Canal+, но в июле 2012 года покинула его. С октября 2011 года каждый будний день с 19.00 до 20.00 она ведёт передачу " Made in China " на радиостанции Jazz Radio. Чтобы успеть реализовать свои многочисленные развлекательные проекты, в 2008 году Чайна создала собственную продюсерскую компанию под названием MadeInChina Productions.
Рафаэль Лемонье познакомился с Чайной Мозес, когда она была одной из бэк-вокалисток певицы Камий (Camille).Между ними возникла симпатия, и вместе они создали шоу под названием «Gardenias for Dinah» в память об их любимой певице Дайне Вашингтон. В её честь в 2009 году они выпустили альбом «This One’s For Dinah» под лейблом Blue Note и получили положительные отзывы критиков.
После международного турне (Европа, Индия, Ливан, Канада, Япония) Чайна Мозес и Рафаэль Лемонье продолжают сотрудничество. Они выпустили альбом под названием «Crazy Blues» в память о великих певицах в жанре блюз и соул (MadeInChina Productions/Decca/UMG).
В 2013 г. Чайна становится музыкальным консультантом ERDF. В рамках программы летнего фестиваля «Summer of Soul» («Лето в стиле соул»), телеканал Arte предоставил ей возможность представить передачу «Soul Power in concert» («Энергия соул на сцене»).
Вскоре Чайна Мозес выпускает альбом «So in love» в сотрудничестве с известным эксцентричным телеведущим Андрэ Манукяном в 2010 г. (Blue Note France/EMI), а осенью 2013 г. с ним же она представляет новую передачу в формате «дуэт фортепиано и голоса». Герои передачи исполняли культовые песни, такие как «Don’t Let Me Be Misunderstood», «Lullaby of Birdland», «I’ve Got You Under My Skin». Она также является членом группы «Cafe Society Swing» в спектакле Алекса Уэбба, который рассказывает о лучших моментах в истории нью-йоркского клуба 1940-ч гг. ''Cafe Society'', который прославился своей анти-расистской позицией. Именно там Билли Холидей впервые спела свою песню «Strange Fruit».
Чайна Мозес была одной из ведущих, а также участницей, первого Международного дня джаза в Париже под эгидой ЮНЕСКО в 2012 г. Она часто выступает с концертами для американского отделения ЮНЕСКО (Unesco US). Она также предложила снять документальный фильм о первой и второй части Международного дня джаза в Париже в 2013 г. В этом же году её попросили принять участие в Программе молодых лидеров Французско-американского фонда.
Она часто выступала на сцене со своей мамой Ди Ди Бриджуотер с участием таких оркестров, как Немецкий фильм-оркестр Бабельсберг Deutsches Filmorchester Babelsberg и знаменитый Кельнский оркестр WDR Big Band.

## Дискография

### Альбомы
- 1997 : China (Source/Virgin)
- 2000 : On tourne en rond (Source)
- 2004 : Good Lovin (EMI)
- 2009 : This One’s For Dinah (MadeInChina Productions/ Blue Note France/ EMI)
- 2012 : Crazy Blues (MadeInChina Productions / Decca/ Universal Classics and Jazz International)

### Компиляции и участие в проектах
- 1995 : Sol En Si (Посвящается детям, больным СПИДом)
  - For your love (дуэт с Ди Ди Бриджуотер, мамой Чайны)
- 1997 : Rue Case-Nègres — Nèg' Marrons
  - Ménage à 4
- 1997 : Jazz à St-Germain
  - Lover man
- 1998 : Détournement de son — Fabe
  - Superstars, superheros
- 2000 : Loa Project Vol. 2 — DJ Cam
- 2000 : Les lascars contre le sida
  - Ton passé
- 2001 : Kimberlite
  - Tell me how much (дуэт с Will Roberson)
- 2001 : Supernova superstar — Sinclair
  - Qu’est-ce qui me pousse
- 2001 : Les Voix de l’espoir женский коллектив, созданный певицей Princess Erika
  - Que serais-je demain ?
- 2001 : Jalane — Jalane
  - On a tous pêché (трио с Jalane и K-reen)
  - Chéri (Хор)
  - Prise au piège (Хор)
  - Jalousie (Хор)
- 2003 : Flic$ & Hor$-La-Loi — Gomez & Dubois
  - Hôtel Commissariat
- 2003 : Brut de femme — Diam’s
  - Évasion
- 2003 : Soulshine Vol 2 — DJ Cam
  - He’s gone
- 2004 : Honneur aux dames — Takfarinas
  - Sih sit
  - C’est l’amour
- 2005 : Peines de Maures — La Caution
  - Boite de Macs
- 2005 : Mr Freedom — Gabin
  - The Other Way Around
  - She’s Still Watching Me
  - Thousand And One Nights
  - Just Be Yourself
- 2007 : Tribute to Polnareff
  - Lettre à France (дуэт с Weepers Circus])
- 2010 : Мультфильм Принцесса и лягушка , производство студии de Уолта Диснея : Тиана
- 2010 : Alpha Omega — Уэйн Бэкфорд (поёт песню «Come On Over»)
- 2010 : So In Love — Андрэ Манукян
- 2010 : Alarash de Alarash
- 2013 : Swingin the Count — трио Седрика Кайо
  - Lil' darlin
- 2013 : Ikiz Checking In de Ikiz
  - Insanely

## Клипы
- 1997 : Time, режиссёр Жан-Батист Мондино
- 2000 : Être La Bas , режиссёр Kool- Mangaa
- 2004 : Ce serait si simple (с участием Джибриль Сиссе), режиссёр Джон Габриэль Биггс
- 2009 : Mad about the boy, режиссёр Орельян Пуатримульт
- 2009 : Dinah’s blues
- 2009 : Dinah’s blues live
- 2009 : Fine Fine Daddy live, продюсер MadeInChina Productions
- 2013 : China Moses à l’International Jazz Day
- 2013 : Crazy Blues, дирижёр Аластер «Джи-Лок» Кристофер

## Озвучивание
- 2007 : Участие в проектах канала MTV France
- 2009 : Мультфильм Принцесса и лягушка: Тиана
- 2012 : Реклама Levi’s Go Forth 2012, Франция

## Актриса
- 1997: " Мойша " (ТВ-сериал): Чина
  - Songs in the Key of Strife (1997) … Чина
- 2013 : Battle of the Year: ведущая MTV France